# Regionalverkehr Alb-Bodensee

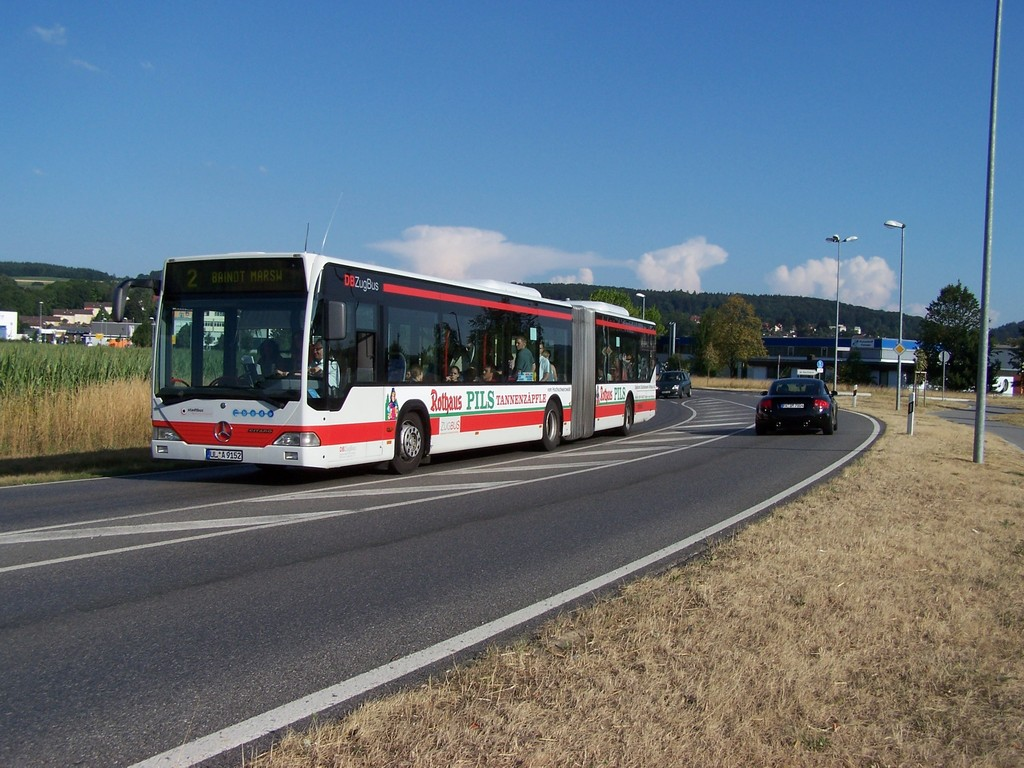
Niederflur-Stadtgelenkbus

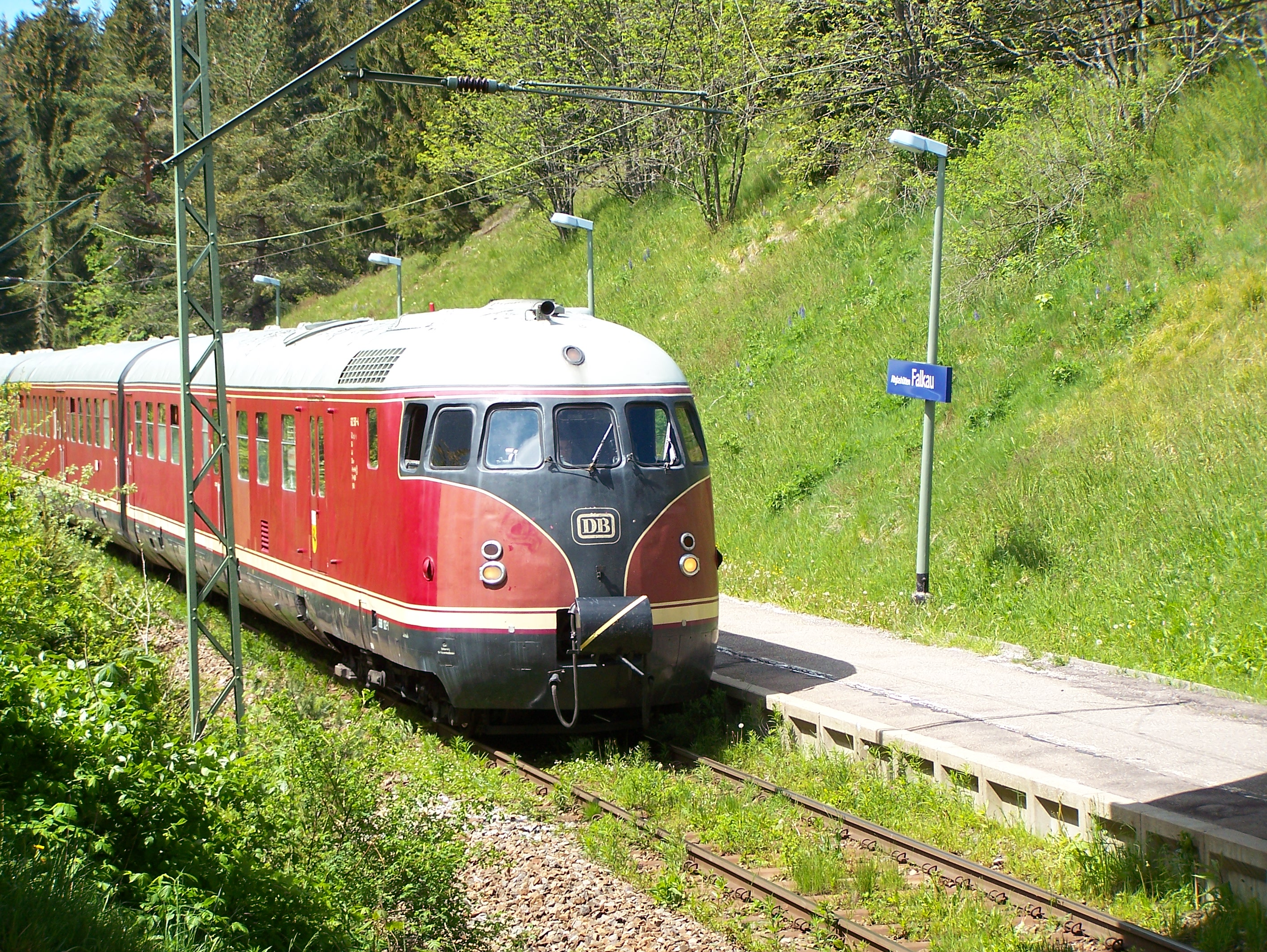
Stuttgarter Rössle

Die Regionalverkehr Alb-Bodensee GmbH (RAB) mit Sitz in Ulm ist ein Nahverkehrsunternehmen in Baden-Württemberg und eine hundertprozentige Tochtergesellschaft der DB Regio AG, wo sie zum Geschäftsbereich DB Regio Bus gehört. Die RAB bestand bis 31. Dezember 2021 aus den beiden Geschäftsfeldern Bus und Schiene, seit dem 1. Januar 2022 wird nur mehr Busverkehr betrieben. Das Verkehrsgebiet umfasst ganz Südwürttemberg (Regierungsbezirk Tübingen) und angrenzende Gebiete. Seit April 2008 präsentiert sich das Unternehmen unter dem Markennamen Regio Alb-Bodensee.

## Struktur
Mit insgesamt 650 Mitarbeitern und fünf Kundendienstzentren ist die Regionalverkehr Alb-Bodensee im süddeutschen Raum nach DB Regio einer der bedeutendsten Nahverkehrsanbieter. Das Verkehrsgebiet umfasst eine Fläche von 10.500 Quadratkilometern. Jährlich werden über 47 Millionen Fahrgäste befördert. Dafür werden auch die Busse von 110 mittelständischen Busunternehmen eingesetzt, die im Auftrag der RAB verkehren und dafür ca.  450 Mitarbeitern einsetzen.
Es bestehen regionale Niederlassungen in Ulm (Zentrale), Friedrichshafen, Nagold, Tübingen und Weingarten.

## Geschichte
Ende der 1980er Jahre wurden die Bahnbus-Geschäftsbereiche der Deutschen Bundesbahn in regionale Busgesellschaften ausgegliedert. Der Bahnbus Alb-Bodensee ging 1989 auf das neu gegründete Unternehmen Regionalverkehr Alb-Bodensee GmbH (RAB) über.
Mit der Regionalisierung des Schienenpersonennahverkehrs übertrug die Deutsche Bahn AG (DB) diesen im Bereich Südwürttemberg zum 1. Juni 1996 auf die RAB, die damit auch zum Eisenbahnverkehrsunternehmen wurde. Gleichzeitig erfolgte die Umbenennung des Unternehmens in DB ZugBus Regionalverkehr Alb-Bodensee GmbH.
Diese Fusion wurde zum 1. Januar 2022 wieder rückgängig gemacht. Die Gesellschaft betreibt fortan nur mehr den Busverkehr, der Schienenverkehr wurde auf die Muttergesellschaft DB Regio AG übertragen.
Die RAB verfügte über kein eigenes Schienennetz. Auf den folgenden Strecken führte die RAB im Auftrag der jeweiligen Aufgabenträger öffentlichen Schienenpersonennahverkehr durch. Ein Großteil der Strecken gehört zum Vergabenetz Neigetechnik Donau-Ostalb.
| - Ammertalbahn - Bahnstrecke Friedrichshafen–Lindau - Bahnstrecke Herbertingen–Isny - Bahnstrecke Stahringen–Friedrichshafen - Bahnstrecke Tuttlingen–Inzigkofen | - Bahnstrecke Tübingen–Sigmaringen - Bahnstrecke Ulm–Sigmaringen - Bahnstrecke Aalen–Ulm - Ermstalbahn - Filstalbahn - Hochrheinbahn | - Nagoldtalbahn - Bahnstrecke Plochingen–Immendingen - Bahnstrecke Ulm–Friedrichshafen |

Im Januar 2017 erhielt DB ZugBus RAB einen Auftrag für Nahverkehrsleistungen von Dezember 2017 bis 2023 auf den Strecken bzw. Teilnetzen 16a (Aulendorfer Kreuz) Ulm–Aulendorf, Sigmaringen–Aulendorf–Kißlegg–Memmingen, Aulendorf–Kißlegg–Lindau, 16b Friedrichshafen–Lindau/Radolfzell (jeweils mit Dieseltriebwagen Stadler Regio-Shuttle RS1, bei der DB als Baureihe 650 geführt) und 16c Basel Bad–Waldshut–Lauchringen nebst Schul- und Ausflugsfahrten mit Alstom Coradia A TER (DB-Baureihe 641) und Bombardier Talent (DB-Baureihe 644).
Für die Schiene standen 33 Lokomotiven, 149 Dieseltriebwagen und 109 Personenwagen zur Verfügung, die im Bahnbetriebswerk Ulm beheimatet waren. Darüber hinaus nutzte die RAB für einige Leistungen regelmäßig Fahrzeuge anderer Eisenbahnunternehmen, etwa von der DB Regio oder der Hohenzollerischen Landesbahn.
Zum Fuhrpark gehörten auch mehrere historische Schienenfahrzeuge. Es waren zwei Trieb-, ein Steuer- und vier Beiwagen des Schienenbusses vorhanden, die in den Sommermonaten sonn- und feiertags als „Ulmer Spatz“ auf der Bahnstrecke Reutlingen–Schelklingen im Regelverkehr eingesetzt wurden. Für Sonderfahrten stand das „Stuttgarter Rössle“ zur Verfügung, ein Dieseltriebzug der Baureihe VT 125 bestehend aus zwei Trieb- und zwei Mittelwagen.

## Fuhrpark
Das Unternehmen hat 234 eigene Busse im Einsatz, hinzu kommen 410 Fahrzeuge von 110 mittelständischen Unternehmen, die im Auftrag der RAB verkehren.

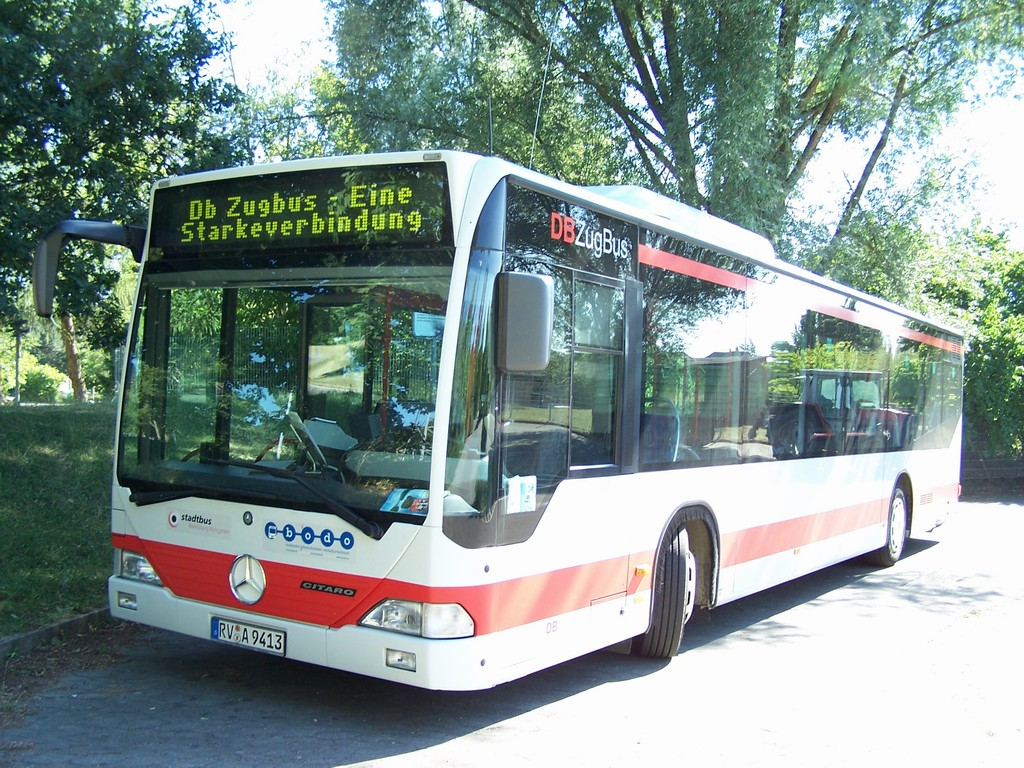
Niederflur-Stadtbus
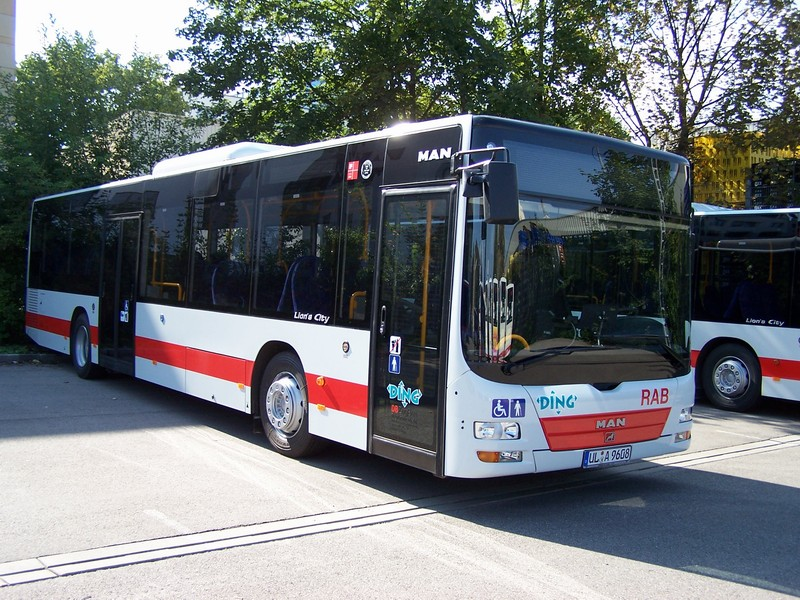
Niederflur-Überlandbus
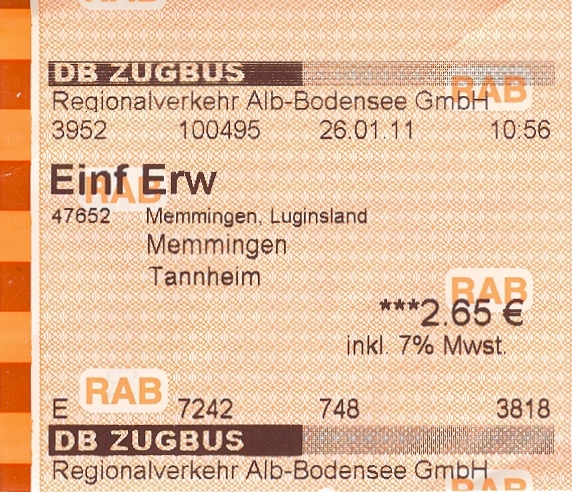
Busfahrkarte RAB